# 전구 탄도 미사일
전구탄도미사일(戰區彈道誘導彈, TBM; Theater ballistic missile)은 비교적 새로운 탄도 미사일 분류법으로서, 사거리 300 km 이상 3500 km 이하인 탄도 미사일을 말한다. 사거리 300 km 이하인 전술탄도유도탄, 사거리 5500 km 이상인 전술 탄도 미사일의 사이에 위치해 있다.
전장 내 목표물에 사용되는 사거리 3,500km(2,200마일) 미만의 모든 탄도 미사일을 가리킨다. 따라서 사거리는 전술 탄도 미사일과 중거리 탄도 미사일 사이에 해당한다. 이 용어는 단거리 탄도 미사일과 중거리 탄도 미사일의 이전 범주를 포괄하는 비교적 새로운 용어이다. 이러한 유형의 전역 미사일의 예로는 1960년대 소련의 RT-15, TR-1 Temp 및 미국의 PGM-19 주피터 미사일이 있다.

## 같이 보기
- 미사일 목록
- 단거리 탄도 미사일
- 준중거리 탄도 미사일